# Гутьеррес, Сидни Макнил
Си́дни Макни́л Гутье́ррес (англ.  Sidney McNeill "Sid" Gutierrez; род. 1951) — астронавт НАСА. Совершил два космических полёта на шаттлах: STS-40 (1991, «Колумбия») и STS-59 (1994, «Индевор»), полковник ВВС США.

## Личные данные и образование
Сидни Гутьеррес родился 27 июня 1951 года в городе Альбукерке, штат Нью-Мексико, где в 1969 году окончил среднюю школу. В 1973 году получил степень бакалавра наук в области аэронавтики в Академии ВВС США. В 1976 году получил степень магистра наук в области менеджмента в Университет Вебстера в городе Сент-Луис, штат Миссури.
Женат на Марианне Сью Кремер из города Джефферсон-Сити, штат Миссури. Её мать Ли Г. Кремер, проживает в Брэкэтвилле, штат Техас. У них трое детей: Дженнифер Анна (род. 30 августа 1980 года), Дэвид Макнейл (род. 31 марта 1984 года) и Кэтрин Элизабет (род. 29 января 1988 года). Увлекается: отдых в кемпингах, резьба по дереву и бадминтон.

## До НАСА
Гутьеррес был членом команды по парашютному спорту Академии ВВС США, участвовал в Национальных студенческих чемпионатах, совершил более 550 прыжков, имеет звание мастер-парашютист. После окончания Академии, продолжил обучение на лётчика на авиабазе «Лафлин» в Дель-Рио, штат Техас. С 1975 по 1977 год служил там в качестве пилота-инструктора на самолётах T-38 Talon. В 1978 году Гутьеррес был переведён на авиабазу «Холломан» Аламогордо, штат Нью-Мексико, где он летал на самолётах F-15. В 1981 году он прошёл обучение в Школе лётчиков-испытателей ВВС США на авиабазе Эдвардс, в Калифорнии и стал летать на самолёте F-16 Falcon. Несмотря на то, что Гутьеррес служил летчиком-испытателем, он летал на планёрах и принимал участие в испытаниях двигателей F-16. Он так же занимался испытаниями F-100 и различных модификаций F-16/C/D в экстремальных режимах: резкое торможение при неудачном старте и укороченная посадка. Имеет налет более 4 500 часов на 30 различных типах самолётов, планёров, воздушных шарах и ракетах.

## Подготовка к космическим полётам
В мае 1984 года был зачислен в отряд НАСА в составе 10-го набора, кандидатом в астронавты. Стал проходить обучение по курсу Общекосмической подготовки (ОКП) с августа 1984 года. По окончании курса, в июне 1985 года получил квалификацию «пилот» и назначение в Офис астронавтов НАСА. Занимался программным обеспечением для моделирования полётов на шаттле, в таких «полётах» отрабатывал должность «командир корабля». После гибели шаттла «Челленджер» он стал заместителем Администратора космических полётов в штаб-квартире НАСА. В его обязанности входило сотрудничество с Комиссией Президента и Конгресса США по расследованию катастрофы. В 1986 и 1987 годах он принял участие в переаттестации главных двигателей шаттлов, главных двигательных установок, и внешнего топливного бака. В 1988 году он стал начальником Группы по разработке программного обеспечения, проверке и определения требований к полётам. С 1989 года он стал входить в группы поддержки экипажей при полётах STS-28, -30, -32, -33 и -34 в Космическом Центре имени Кеннеди, штат Флорида.

## Полёты в космос
- Первый полёт — STS-40[3], шаттл «Колумбия». C 5 по 14 июня 1991 года в качестве пилота корабля. Основной целью миссии STS-40 были эксперименты с космической лабораторией Спейслэб (в основном в области биологии). Продолжительность полёта составила 9 суток 2 часа 15 минут[4].

- Второй полёт — STS-59[5], шаттл «Индевор». C 9 по 20 апреля 1994 года в качестве «командира корабля». Основной целью миссии было изучения крупномасштабных процессов в природе и изменения климата. Для выполнения целей миссии на шаттле была смонтирована «Космическая радарная лаборатория» SRL-1 (Space Radar Laboratory) в состав которой входят два радара: радар построения радиолокационного изображения SIR-C (Shuttle Imaging Radar) и радар с синтезированной апертурой X-SAR (X-band Synthetic Aperture Radar), а также прибор для мониторинга загрязнений в атмосфере MAPS (Measurement of Air Pollution from Satellite). Продолжительность полёта составила 11 суток 5 часов 49 минут[6].

Общая продолжительность полётов в космос — 20 дней 8 часов 4 минуты.

## После полётов
Ушел в отставку из отряда астронавтов 8 августа 1994 года. С сентября 1994 года по март 1995 года работал менеджером Департамента стратегических инициатив Национальной лаборатории в городе Альбукерке. В марте 1995 года стал менеджером в Центре развития исследовательских систем.
По состоянию на февраль 2019 года — председатель совета директоров Rocket Crafters Inc.

## Награды и премии
Награждён: Медаль «За космический полёт» (1991 и 1994) и многие другие. Его имя внесено в Зал славы астронавтов.